# Províncias da Arábia Saudita

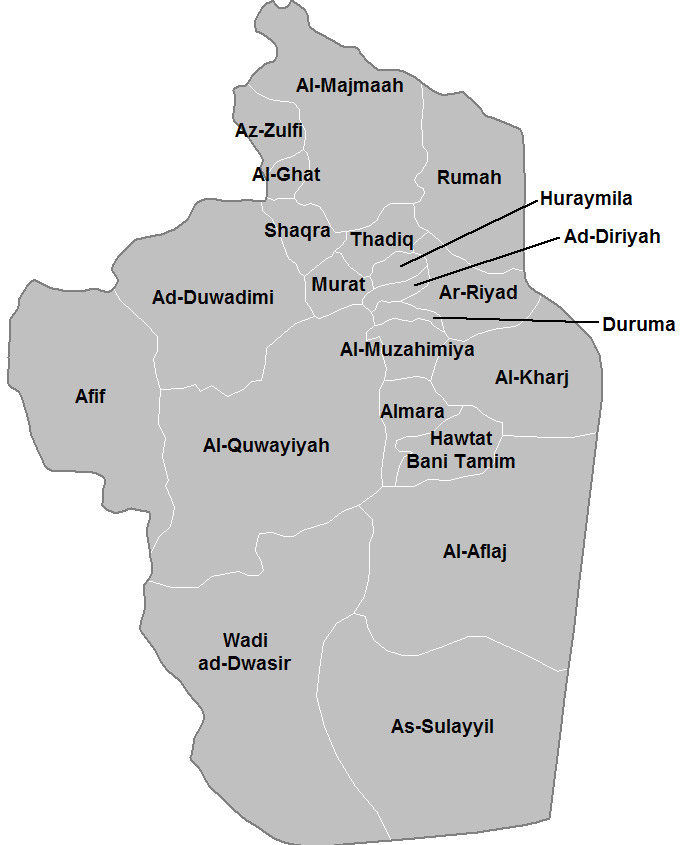
Províncias do Emirado de Riade

Na Arábia Saudita as províncias (em árabe: محافظات; romaniz.: muhafazat; sing. muhafazah) são o segundo nível de administração regional. Cada um dos 13 emirados da Arábia Saudita está subdividido em províncias, que por sua vez são subdivididas em distritos (marcazes), apesar de alguns distritos se reportarem diretamente ao emirado da capital, em vez de uma das províncias. As próprias capitais de emirados não estão incluídas dentro de nenhuma província, mas são em vez disso governadas "por município" (amana), com cada município que é encabeçado por um prefeito (amim). As províncias, na Arábia Saudita, podem ser "Categoria A " ou "Categoria B", dependendo do tamanho demográfico.